# Rhyacophila oreia
Rhyacophila oreia là một loài Trichoptera trong họ Rhyacophilidae. Chúng phân bố ở miền Tân bắc.